# Herrania lemniscata
Herrania lemniscata är en malvaväxtart som först beskrevs av Rich. Schomb., och fick sitt nu gällande namn av R.E. Schultes. Herrania lemniscata ingår i släktet Herrania och familjen malvaväxter. Inga underarter finns listade i Catalogue of Life.